# Giulio Basletta
Giulio Basletta   (Vigevano, 5 de maig de 1890 - Vigevano, 5 de febrer de 1975) va ser un tirador d'esgrima italià que va competir durant la dècada de 1920.
El 1924 va prendre part en els Jocs Olímpics de París, on guanyà la medalla de bronze en la prova d'espasa per equips del programa d'esgrima. Quatre anys més tard, als Jocs d'Amsterdam, guanyà la medalla d'or en la mateixa prova del programa d'esgrima.